# رودولفو غابرييلي
رودولفو غابرييلي (بالإسبانية: Rodolfo Gabrielli)‏ هو سياسي أرجنتيني، ولد في 25 مايو 1951 في الأرجنتين. حزبياً، نشط في الحزب العدلي.